# Julien Kialunda
Julien Kialunda (Matadi, Congo Belga; 24 de abril de 1940 – Amberes, Bélgica; 14 de septiembre de 1987) fue un futbolista y entrenador de fútbol de República Democrática del Congo que jugó en la posición de defensa central. Fue uno de los primeros futbolistas de Zaire en jugar profesionalmente en Europa.

## Carrera

### Club
| Periodo   | Club                 |
| --------- | -------------------- |
| 1960-1965 | Union Saint-Gilloise |
| 1965-1973 | RSC Anderlecht       |
| 1973-1980 | Léopold FC           |

### Selección nacional
Jugó para Zaire en cinco ocasiones en la Copa Africana de Naciones 1972.

### Entrenador
Dirigió a Zaire en 1981.

## Muerte
Kialunda falleció el 14 de septiembre de 1987 a los 47 años a causa del sida. Se crearía la fundación benéfica "Julien Kialunda Foundation", la cual está ubicado en la República Democrática del Congo y es financiada por futbolistas de ascendencia africana que jugaron en Bélgica como los hermanos Mbo y Émile Mpenza, Mohammed Tchité y Anthony Vanden Borre.

## Logros
- Primera División de Bélgica (4): 1965–66, 1966–67, 1967–68, 1971–72
- Copa de Bélgica (3): 1964–65, 1971–72, 1972–73
- Copa de la Liga de Bélgica (1): 1973
- Copa de Ferias (1): 1969-70
- Segunda División de Bélgica (1): 1963-64
- Torneo de París (1): 1966